# 越谷市立病院
越谷市立病院（こしがやしりつびょういん）は、埼玉県越谷市にある病院である。

## 制度指定・認定
- 保険医療機関
- 労災保険指定医療機関
- 指定自立支援医療機関（更生医療・育成医療）
- 身体障害者福祉法指定医の配置されている医療機関
- 生活保護法指定医療機関
- 結核指定医療機関
- 原子爆弾被爆者医療指定医療機関
- 原子爆弾被爆者一般疾病医療取扱医療機関
- 母体保護法指定医の配置されている医療機関
- 臨床研修指定病院
- 日本医療機能評価機構認定

## 診療科目
- 内科
- 神経内科
- 呼吸器科
- 消化器科
- 循環器科
- 小児科
- 外科
- 整形外科
- 脳神経外科
- 皮膚科
- 泌尿器科
- 産科
- 婦人科
- 眼科
- 耳鼻咽喉科
- リハビリテーション科
- 放射線科
- 麻酔科

### 救急受付（救急科）
- 内科
- 小児科
- 外科
- 産科
- 婦人科

## 交通
- 越谷駅東口より朝日バス市立病院行、市立病院経由総合公園・いきいき館行、市立病院経由越谷レイクタウン駅北口行で市立病院正面玄関前下車。
- 南越谷駅北口より朝日バス花田行、市立図書館行で越谷市立病院前下車。
- 南越谷駅南口よりタローズバス東埼玉テクノポリス行、松伏ターミナル行で越谷市立病院下車。
- 越谷レイクタウン駅北口よりタローズバスタローズ本社前行で法務局前下車。